# رویکردهای بیزی برای عملکرد مغز
رویکردهای بیزی برای عملکرد مغز، ظرفیت سیستم عصبی را برای عملکرد در شرایط عدم قطعیت به روشی که نزدیک به بهینه تعیین‌شده توسط آمار بایسیان است، بررسی می‌کنند. این اصطلاح در علوم رفتاری و علوم اعصاب به کار می‌رود و مطالعات مرتبط با این موضوع غالباً در تلاشند تا مهارتهای شناختی مغز را بر اساس اصول آماری توضیح دهند. غالباً در نظر گرفته می‌شود که سیستم عصبی مدل‌های احتمالی داخلی دارد که آن‌ها را که با پردازش عصبی اطلاعات حسی که براساس روش‌های احتمال بیزی تقریب زده می‌شوند، به روز می‌کند.

## مبدأ
این زمینه از مطالعه، ریشه‌های تاریخی خود را در رشته‌های متعددی از جمله یادگیری ماشین، روان‌شناسی تجربی و آمار بایسیان دارد. در دهه ۱۸۶۰، با کار هرمان هلمهولتز در روان‌شناسی تجربی، توانایی مغز برای استخراج اطلاعات ادراکی از داده‌های حسی در قالب تخمین احتمالی مدل‌سازی شد. ایده کلی این است که سیستم عصبی نیاز به سازماندهی داده‌های حسی از دنیای خارج در یک مدل داخلی دقیق، دارد.
احتمال بیزی توسط بسیاری از افراد مهم توسعه داده شده‌است. پیر-سیمون لاپلاس، توماس بیز، هارولد جفریس، ریچارد کاکس و ادوین جینز تکنیک‌ها و روش‌های ریاضی را توسعه دادند که برای حل احتمال به عنوان درجه امکان‌پذیر بودن که می‌توان بر اساس شواهد موجود به یک فرضیه یا فرضیه معین اختصاص داد. در سال ۱۹۸۸ ادوین جینز چارچوبی را برای استفاده از احتمال بیزی برای مدل‌سازی فرایندهای ذهنی ارائه داد. بنابراین در اوایل فهمیده شد که چارچوب آماری بیزی این پتانسیل را دارد که منجر به بینش عملکرد سیستم عصبی شود.
این ایده در پژوهش در مورد یادگیری بدون نظارت، به ویژه تجزیه و تحلیل با رویکرد سنتز، شاخه‌های یادگیری ماشین انجام شد. در سال ۱۹۸۳ جفری هینتون و همکاران پیشنهاد کردند مغز می‌تواند به عنوان یک دستگاه تصمیم‌گیری مبتنی بر عدم قطعیت‌های دنیای خارج تلقی شود. در دهه ۱۹۹۰، محققان از جمله پیتر دایان، جفری هینتون و ریچارد زمل پیشنهاد کردند که مغز از نظر احتمالات دانش جهان را نشان می‌دهد و برای فرایندهای عصبی قابل ردیابی که می‌تواند چنین دستگاه هلمولتز را نشان دهد، پیشنهادهای خاصی را ارائه می‌داد.

## روانشناسی
طیف گسترده‌ای از مطالعات، نتایج آزمایش‌های روانشناسی را با توجه به مدل‌های ادراکی بیزی تفسیر می‌کنند. بسیاری از جنبه‌های رفتار ادراکی و حرکتی انسان را می‌توان با آمار بیزی مدل کرد. این رویکرد با تأکید بر نتایج رفتاری به عنوان بیان نهایی پردازش اطلاعات عصبی، همچنین برای مدل‌سازی تصمیمات حسی و حرکتی با استفاده از تئوری تصمیم‌گیری بیزی شناخته شده‌است. نمونه‌هایی از کارهای لندی، جاکوبز، جردن، نویل، کراگینگ و ولپر، و گلدریش است.

## کدگذاری عصبی
بسیاری از مطالعات نظری می‌پرسند که چگونه سیستم عصبی می‌تواند الگوریتم‌های بیزی را پیاده‌سازی کند. نمونه‌های آن کارهای Pogget , Zemel , Deneve , Latham , Hinton و Dayan است. جورج و هاوکینز مقاله ای را منتشر کردند که یک مدل از پردازش اطلاعات قشر به نام حافظه زمانی سلسله مراتبی را ایجاد می‌کند که مبتنی بر شبکه بیزی زنجیره‌های مارکوف است. آنها بیشتر این مدل ریاضی را به دانش موجود در مورد معماری قشر می‌پردازند و نشان می‌دهند که چگونه نورونها می‌توانند الگوهای خود را با استنباط سلسله مراتبی بیزی تشخیص دهند.

## الکتروفیزیولوژی
تعدادی از مطالعات الکتروفیزیولوژیک اخیر بر بازنمایی احتمالات در سیستم عصبی تمرکز دارند. نمونه‌هایی از کارهای شادلن و شولتز است.

## پردازش پیش‌بینی کننده
برنامه‌نویسی پیش‌بینی کننده یک طرح عصبی از نظر روانشناختی برای استنباط دلایل ورودی حسی مبتنی بر به حداقل رساندن خطای پیش‌بینی است. این طرح‌ها به‌طور رسمی با فیلترهای کالمن و سایر طرح‌های به روزرسانی بیزی مرتبط هستند.
در این مورد به مدخل پردازش پیشبینیانه مراجعه کنید.

## انرژی آزاد
در دهه ۱۹۹۰ برخی از محققان مانند جفری هینتون و کارل فریستون شروع به بررسی مفهوم انرژی آزاد به عنوان یک اندازه‌گیری قابل محاسبه قابل رقت از اختلاف بین ویژگی‌های واقعی جهان و بازنمایی از این ویژگی‌های اسیر شده توسط مدل‌های شبکه عصبی کردند. اخیراً توسط کارل فراستون شده‌است که در آن مغز بیزی از یک اصل کلی به حداقل رساندن انرژی آزاد بیرون می‌آید. در این چارچوب، هم عمل و هم ادراک به عنوان یک نتیجه از سرکوب انرژی آزاد مشاهده می‌شود، که منجر به ادراکی ادراکی و استنتاج فعال و یک نمایش تجسم یافته (فعال) از مغز بیزی می‌شود. با استفاده از روش‌های بیزی متغیر، می‌توان نشان داد که چگونه مدلهای داخلی جهان توسط اطلاعات حسی به روز می‌شوند تا انرژی آزاد یا اختلاف بین ورودی حسی و پیش‌بینی‌های آن ورودی به حداقل برسد. این می‌تواند به صورت رمزگذاری پیش‌بینی یا به‌طور کلی فیلترهای بیزی (به صورت عصبی از نظر روانشناختی قابل قبول) مطرح شود.

به گفته فروستون: 
 "انرژی آزاد در نظر گرفته شده در اینجا حاکی از تعجب ذاتی در هرگونه تبادل با محیط، تحت انتظارات کدگذاری شده توسط دولت یا پیکربندی آن است. یک سیستم با تغییر پیکربندی خود می‌تواند انرژی آزاد را به حداقل برساند تا روش نمونه برداری از محیط یا تغییر انتظارات خود را تغییر دهد. این تغییرات به ترتیب با عمل و ادراک مطابقت دارند و منجر به تبادل تطبیقی با محیطی می‌شوند که ویژگی سیستم‌های بیولوژیکی است. این روش درمانی حاکی از آن است که وضعیت و ساختار سیستم الگویی ضمنی و احتمالی از محیط را رمزگذاری می‌کند. " 
 این بخش از تحقیقات به طرز قابل فهم توسط لایه باز در مقاله ای در سال ۲۰۰۸ در New Scientist خلاصه شده‌است که یک نظریه واحد در مورد عملکرد مغز ارائه می‌دهد. فروستون ادعاهای زیر راجع به قدرت توضیحی این نظریه مطرح می‌کند: 
 "این مدل از عملکرد مغز می‌تواند طیف گسترده‌ای از جنبه‌های آناتومیکی و فیزیولوژیکی سیستم‌های مغزی را توضیح دهد؛ به عنوان مثال استقرار سلسله مراتبی مناطق قشر مغز، معماری‌های مکرر با استفاده از اتصالات رو به جلو و عقب و عدم تقارن عملکردی در این اتصالات. از نظر فیزیولوژی سیناپسی، انعطاف پذیری انجمنی را پیش بینی می‌کند و برای مدل‌های پویا انعطاف پذیری وابسته به سنبله. از نظر الکتروفیزیولوژی، این اثرات مزرعه گیرنده کلاسیک و خارج از کلاسیک و اجزای طولانی مدت تأخیر یا درون زا در پاسخ قشر برانگیخته را تشکیل می‌دهد. این کاهش می‌دهد پاسخ‌های رمزگذاری خطای پیش بینی با یادگیری ادراکی و بسیاری از پدیده‌ها مانند سرکوب تکرار، عدم تطابق عدم تطابق و P300 در الکتروانسفالوگرافی را توضیح می‌دهد. از نظر روانی، آن را برای ارتباط رفتاری از این پدیده فیزیولوژیکی، به عنوان مثال، به حساب چیدن برگ رسیده تنباکو، و تقدم جهانی است. " 
 «نشان می‌دهد که استنباط ادراکی و یادگیری نسبت به به حداقل رساندن انرژی آزاد یا سرکوب خطای پیش بینی بسیار ساده است.» 